# Русский Тыловай
Русский Тыловай — деревня в Граховском районе Удмуртии, в верховье реки Тыловайка.

## История
По итогам десятой ревизии в 1859 году в 26 дворах казённой деревни Долинино (Русский Тыловай) при ключе Домняне проживало 190 жителей.
С 1924 года деревня входила в состав Новогорского сельсовета. 26 июня 1954 года деревня перечислена в состав Мари-Возжайского сельсовета, но уже в 1959 году в связи с его упразднением, возвращена в состав Новогорского сельсовета.
В 2004 году Новогорский сельсовет преобразован в Новогорское сельское поселение.